# Brod (Bośnia i Hercegowina)
Brod (cyr. Брод, dawniej Bosanski Brod) – miasto w Bośni i Hercegowinie, w Republice Serbskiej, siedziba gminy Brod. W 2013 roku liczyło 7637 mieszkańców.

## Geografia
Brod jest położony w północnej części kraju, na prawym brzegu Sawy, naprzeciwko chorwackiego Slavonskiego Brodu.
Miejscowa gospodarka oparta jest na przemyśle chemicznym, metalowym i spożywczym. W mieście funkcjonują rafineria ropy naftowej i port rzeczny.

## Historia
W średniowieczu miasto należało do rodu Boričeviciów. W 1536 roku znalazło się pod panowaniem osmańskim.
W latach 1683–1691, w trakcie V wojny austriacko-tureckiej, miasto zostało całkowicie zniszczone. W 1864 roku oddano drogę z Brodu do Sarajewa, co wpłynęło na szybszy rozwój miasta. W 1879 roku wybudowano most na Sawie i kolej wąskotorową do Sarajewa.
W 1944 roku Brod ucierpiał w wyniku alianckich nalotów. W 1992 roku zostało zajęte przez Republikę Serbską. Przez krótki okres funkcjonował pod nazwą Serbski Brod (Српски Брод).